# 찌짐이맨
《찌짐이맨》은 쾌걸 근육맨 2세에 등장하는 초인이다.

## 프로필
- 출신 : 한국
- 신장 : 210cm
- 체중 : 145kg
- 초인강도 : 115만 파워

## 소개
투니버스판 이름은 파전맨. 성우는 이주창.

## 행적
초인월드그랑프리 초반에 케빈마스크와 싸우는 초인으로 대한민국 대표. 케빈마스크가 간신히 비틀거리는 몸을 안고 싸워서 그를 우세하지만 결국 케빈마스크의 필살기를 받고 패배.